# Alexander Stillmark
Alexander Stillmark (* 13. Januar 1941 in Karlsruhe) ist ein deutscher Film- und Theaterregisseur sowie Schauspieler. Er ist bekannt für seine Tätigkeiten am Berliner Ensemble und am Deutschen Theater Berlin.

## Leben
Alexander Stillmark wurde 1941 in Karlsruhe geboren. Er kam 1949 nach Erfurt, wo er auch das Abitur machte, und absolvierte eine Lehre als Töpfer. Er studierte an der Hochschule für Schauspielkunst „Ernst Busch“ Berlin. Nach seinem Studium war er von 1964 bis 1970 Regieassistent und Regisseur am Berliner Ensemble. Im Jahr 1971 wechselte er zum Deutschen Theater Berlin (DT) und arbeitete sehr viel mit Klaus Erforth zusammen, unter anderem bei Stücken von Bertolt Brecht, Friedrich Schiller, Athol Fugard, Pablo Neruda, Heinar Kipphardt, Johann Wolfgang von Goethe, Georg Büchner, William Shakespeare, Wolfgang Borchert, Friedrich Hölderlin, Bernard-Marie Koltès, Franz Xaver Kroetz und Oliver Bukowski. Ihren ersten großen Erfolg hatten sie mit Schillers Kabale und Liebe. Ein weiterer großer Erfolg war die Inszenierung von Pablo Nerudas Glanz und Tod des Joaquin Murieta im Jahr 1974, bei der Studenten der Schauspielschule mitspielten. Im Jahr 1975 nahm er mit Pablo Nerudas Joaquin Murieta am Festival Theater der Nationen in Warschau teil. Im Jahr 1986 verließ er das DT in Berlin und war von 1989 bis 1991 Dozent an der Hochschule für Schauspielkunst „Ernst Busch“ Berlin, an der er studiert hatte. Später wurde er Schauspieldirektor am Mecklenburgischen Staatstheater Schwerin. Seit 1992 ist er freischaffender Film- wie Theaterregisseur und lebt in Berlin.

## Filmografie (Auswahl)
- 1967: Die Räuber (Fernsehfilm, Schauspieler)